# 鈴木沙弥
鈴木 沙弥（すずき さや、英語: Saya Suzuki、2001年6月29日 - ）は、日本のフィギュアスケート選手（女子シングル）。愛知県名古屋市港区出身。

## 経歴
4つ年上の姉の影響で、4歳のときからスケートを始めた。
2014年全日本ジュニアフィギュアスケート選手権に初出場し11位。翌2014-2015シーズンの全日本ジュニアフィギュアスケート選手権では、ショートプログラムのルッツジャンプで転倒、続くフリップジャンプでもジャンプが乱れ26位となりフリースケーティングに進めなかった。
2016-2017シーズン、全日本ジュニアフィギュアスケート選手権ではショートプログラムで9位と出遅れたものの、フリースケーティングではノーミスの演技で4位、総合で5位となり、全日本フィギュアスケート選手権への推薦出場を獲得した。初出場となった全日本フィギュアスケート選手権では、ショートプログラムとフリースケーティングでミスの無い演技で総合9位となり新人賞を獲得、初めての海外試合への切符を手に入れた。全国中学校スケート大会では、ショートプログラムで2位となったが、フリースケーティングでミスが相次ぎ、総合5位に留まった。初めての国際大会となったババリアンオープンでは、ショートプログラムとフリースケーティングともに1位となり、優勝を飾った。

## 技術
アクセルジャンプを除いた5種類のトリプルジャンプを飛ぶことができる。コンビネーションジャンプではトリプルルッツからトリプルトウループ、ダブルアクセルからのトリプルトウループを得意とする。

## 主な戦績
| 大会/年            | 2014-15 | 2015-16 | 2016-17 |
| ------------------ | ------- | ------- | ------- |
| 全日本選手権       |         |         | 9       |
| ババリアンオープン |         |         | 1 J     |
| 全日本Jr.選手権    | 11 J    | 26 J    | 5 J     |

- N - ノービスクラス、J - ジュニアクラス

### 詳細
| 2016-2017 シーズン    |                                                        |         |           |          |
| 開催日                | 大会名                                                 | SP      | FS        | 結果     |
| 2017年2月14日 - 19日  | ババリアンオープンジュニアクラス（オーベルストドルフ） | 1 60.10 | 1 119.62  | 1 179.72 |
| 2017年2月4日 - 7日    | 全国中学校スケート大会（長野市）                       | 2 62.36 | 8 105.56  | 5 167.92 |
| 2016年12月22日 - 25日 | 第85回全日本フィギュアスケート選手権（門真市）         | 9 60.06 | 10 120.35 | 9 180.41 |
| 2016年11月18日 - 20日 | 第85回全日本フィギュアスケートジュニア選手権（札幌市） | 9 53.72 | 4 112.66  | 5 166.38 |

| 2015-2016 シーズン    |                                                              |          |    |      |
| 開催日                | 大会名                                                       | SP       | FS | 結果 |
| 2015年11月21日 - 23日 | 第84回全日本フィギュアスケートジュニア選手権（ひたちなか市） | 26 44.17 |    | 26 - |

| 2014-2015 シーズン    |                                                        |          |          |           |
| 開催日                | 大会名                                                 | SP       | FS       | 結果      |
| 2014年11月22日 - 24日 | 第83回全日本フィギュアスケートジュニア選手権（新潟市） | 11 47.99 | 11 92.17 | 11 140.16 |

## プログラム使用曲
| シーズン  | SP                                                             | FS                                                                             | EX |
| --------- | -------------------------------------------------------------- | ------------------------------------------------------------------------------ | -- |
| 2017-2018 | メモリー 振付：川梅みほ                                        | 映画「ウエスト・サイド物語」より 作曲：レナード・バーンスタイン 振付：鈴木明子 |    |
| 2016-2017 | チャールダーシュ 作曲：ヴィットーリオ・モンティ 振付：川梅みほ | 映画「ウエスト・サイド物語」より 作曲：レナード・バーンスタイン 振付：鈴木明子 |    |